# Ахсибар
Ахсибар — правитель Кала-Корейша во второй половине XIII века. Отца знали Хиздан.

## Исследование могилы

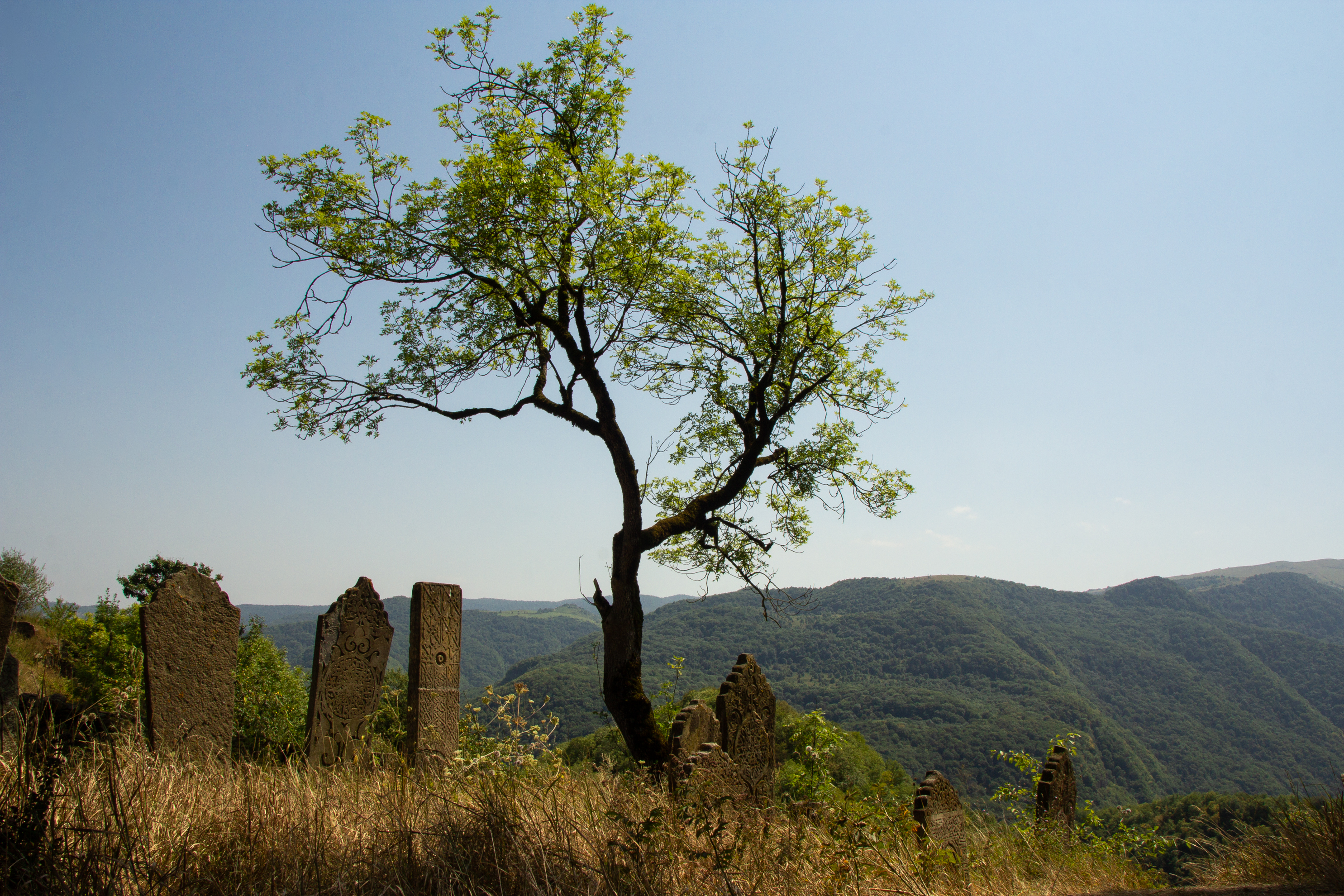
Кладбище Кала-Корейша

В 1861 году в Кала-Корейше академиком Б.А. Дорном была обнаруженна, а позже подробно интерпретированна Л.И. Лавровым, надпись на могиле местного правителя, которая называет его «сахибом (владетелем, хозяином) Калакорейша».

Надпись гласит: 
«Царство принадлежит Аллаху, единственному, всепрощающему. Владелец (сахиб) этой могилы в знании подобен деяниям пророков, набожность его набожности Абу Бакра, доблесть его - доблести Али, справедливость его - справедливости праведных халифов. Он - сахиб Калакорейша Ах. с. б. р сын Хиздана (Хиздар) - да осветить Аллах его могилу, да простит Аллах его грехи».
Палеографические характеристики дают понять, надпись датирована концом XIII - началом XIV веков.
Также интересны ещё две надписи на найденном каменном саркофаге, датируемые XIII или XIV веками: арабская надпись, вырезанная на полуцилиндрическом надгробии из Кала-Корейша, читается как «Это Хиздан».
Из того, что саркофаг имеет парадный, богатый стиль, предполагается, что он был сооружен на могиле представителя верховной власти Кайтага. Исследователи допускают, что Хиздан - это отец Ахсибара, имя которого зафиксировано на каменной стене внутри джума-мечети Кала-Корейша.
У этих представителей династии кайтагских правителей отсутствует титул «уцмий».
Л.И. Лавров пишет:
«владелец Кала-Курайша Ах. с. б. р Хиздан - это самый ранний, не известный по другим источникам предшественник и, возможно, предок уцмиев, однако, как видим, ещё не носивший титула усми».

## Предположения
Его имени нет в записи уцмийской родословной, то есть он покойный не принадлежал к роду уцмиев. Имя «Ах.с.б.р.» — редкое. Оно встречается ещё один раз почти в то же самое время (1318-1319 гг.) в надписи из сел. Худуц, где пишется, что «Ах.с.б.р» — имя шамхала Кумуха, который присутствовал в передаче Худуца жителям села Анчибачи.

Профессор Р. М. Магомедов, анализируя эпиграфические памятники из обоих сёл, пишет:
«простое совпадение имен (даже редких) у двух разных людей, хотя и живших по соседству в одно и то же время. Но, возможен и другой вариант: в обеих надписях упомянуто одно и то же лицо! Тогда выходит, что изгнанный из Кумуха шамхал Ахсбар каким-то образом сделался «обладателем Кала-Корейша» (но не Кайтага), где и окончил свою жизнь. Выходит, Кала-Корейш обособился в отдельное от Кайтага владение — удел? В таком случае, где оказался его правитель — уцмий Султан-Алибек, ведь он упоминается и позже, даже в связи с событиями второй половины XIV в.?».
В соседнем Зирихгераном Кала-Корейше выявлены три надмогильные плиты XIII-XIV веков, эпитафии которых говорят о наличии здесь местной династии правителей. Датирована одна из них принадлежит Шаабазу сыну Ахсибара, умершему в 738 году по хиджре (1337/1338). Вторая эпитафия сообщает о "владельце Калакорейша Ахсибаре, сыне Хиздана". Третья эпитафия принадлежит Хиздану сыну Умара.